# Studienseminar Leer
Das Studienseminar Leer für das Lehramt an Gymnasien ist eine Landesinstitution der Lehrerausbildung im Nordwesten Niedersachsens.

## Geschichte
Das Studienseminar Leer für das Lehramt an Gymnasien nahm am 1. August 1969 seine Tätigkeit in Emden auf. Vom 1. Januar 1977 bis zum 30. Juni 2009 war es in der Evenburg in Leer-Loga untergebracht. Seit dem 1. Juli 2009 befindet es sich im City-Haus in der Innenstadt von Leer (Ostfriesland).

## Aufgaben
Studienseminare sind Einrichtungen der Bundesländer mit Aufgaben in der Lehrerausbildung. Lehrerausbildung ist in Deutschland zweiphasig. Die erste Phase mit dem wissenschaftlichen Studium in zwei Fächern findet an Universitäten statt und führt in den meisten Bundesländern zum Master of Education. Die zweite Phase, der Vorbereitungsdienst von zumeist 18 Monaten Dauer, erfolgt in den Studienseminaren und endet mit einer laufbahnqualifizierenden Staatsprüfung.
Neben der Zweiphasigkeit ist die Verankerung des Vorbereitungsdienstes in der Fläche ein Wesensmerkmal. Studienseminare sichern die Verbindung von den Universitäten zu den Schulen, sie sorgen mit für Innovation und Wissenstransfer und sie bilden den beruflichen Nachwuchs an den Schulen in einer Region aus.
In bestimmten Zeiten ist der Beitrag für die Bildungsinfrastruktur von ganz besonderer Bedeutung. In der Lehrermangel-Phase der 1970er Jahre gelang es dem Studienseminar Leer, etwas mehr als die Hälfte der Absolventen für eine Stelle an einer Schule der Region zu gewinnen.

## Organisation
Das Studienseminar Leer für das Lehramt an Gymnasien ermöglicht die Ausbildung in den Fächern Deutsch, Englisch, Französisch, Niederländisch, Latein, Griechisch, Geschichte, Politik-Wirtschaft, Evangelische Religion, Mathematik, Physik, Chemie, Biologie und Sport. Es vermittelt Zusatzqualifikationen zur informations- und kommunikationstechnologischen Medienpädagogik, zur interkulturellen Bildung mit dem Schwerpunkt Deutsch als Zweit- und Bildungssprache sowie zur Europabildung (Zusatzqualifikation „Europa in Schule und Unterricht“).
Für jedes Fach ist mindestens eine Fachleitung zuständig. Die Fachleiterinnen und Fachleiter unterrichten alle auch selbst an den verschiedenen Ausbildungsschulen im Seminarbezirk. Ausbildungsschulen sind das Ubbo-Emmius-Gymnasium Leer, das Teletta-Groß-Gymnasium Leer, das Johannes-Althusius-Gymnasium Emden, das Max-Windmüller-Gymnasium Emden, das Gymnasium Ulricianum Aurich, das Gymnasium Papenburg, das Ulrichsgymnasium Norden, das Albertus-Magnus-Gymnasium (Friesoythe), das Gymnasium Westerstede, das Gymnasium Rhauderfehn, die Integrierten Gesamtschulen Aurich, Marienhafe-Moorhusen, Krummhörn-Hinte, Emden, Moormerland sowie die Freie Christliche Schule Ostfriesland in Veenhusen. Diesen Schulen sind die Studienreferendarinnen und -referendare zugeordnet; dort lernen sie durch eigene Unterrichtspraxis zu unterrichten, in einigen Stunden von Ausbildungslehrkräften betreut, in der Mehrzahl der Stunden durch Unterricht in eigener Verantwortung.

## Profil
Das Studienseminar Leer pflegt die Verbindung der Lehrerausbildungsphasen einerseits durch gemeinsame Modellvorhaben und durch Personalaustausch insbesondere mit der Universität Oldenburg und der Universität Osnabrück, andererseits durch einen Fortbildungsverbund mit dem Regionalen Pädagogischen Zentrum Aurich der Ostfriesischen Landschaft für die Berufseingangsphase.
Die Einrichtung hat mit der europäischen Dimension ein „Essential“ in sein Selbstverständnis aufgenommen, um auf hervorgehobene Weise den europäischen Gedanken zu fördern. Es widmet sich dem Thema Europa zum einen durch besondere Förderung von kommunikativer und interkultureller Kompetenz in den Fremdsprachen, zum anderen durch Europa-Tagungen im benachbarten Ausland mit dem Schwerpunkt Schule in Europa und des Weiteren durch niederländisch-deutsche Kooperationsprojekte. Das Studienseminar Leer ist akkreditierte Bildungseinrichtung im EU-Bildungsprogramm Erasmus+.
Der inneren Gestaltung von Lehrerausbildung in einem Studienseminar und der Wirksamkeit von Lehrerausbildung hat sich das Studienseminar Leer mit Projekten zur Evaluation und zur Praxisforschung gewidmet.